# 高力豆沙

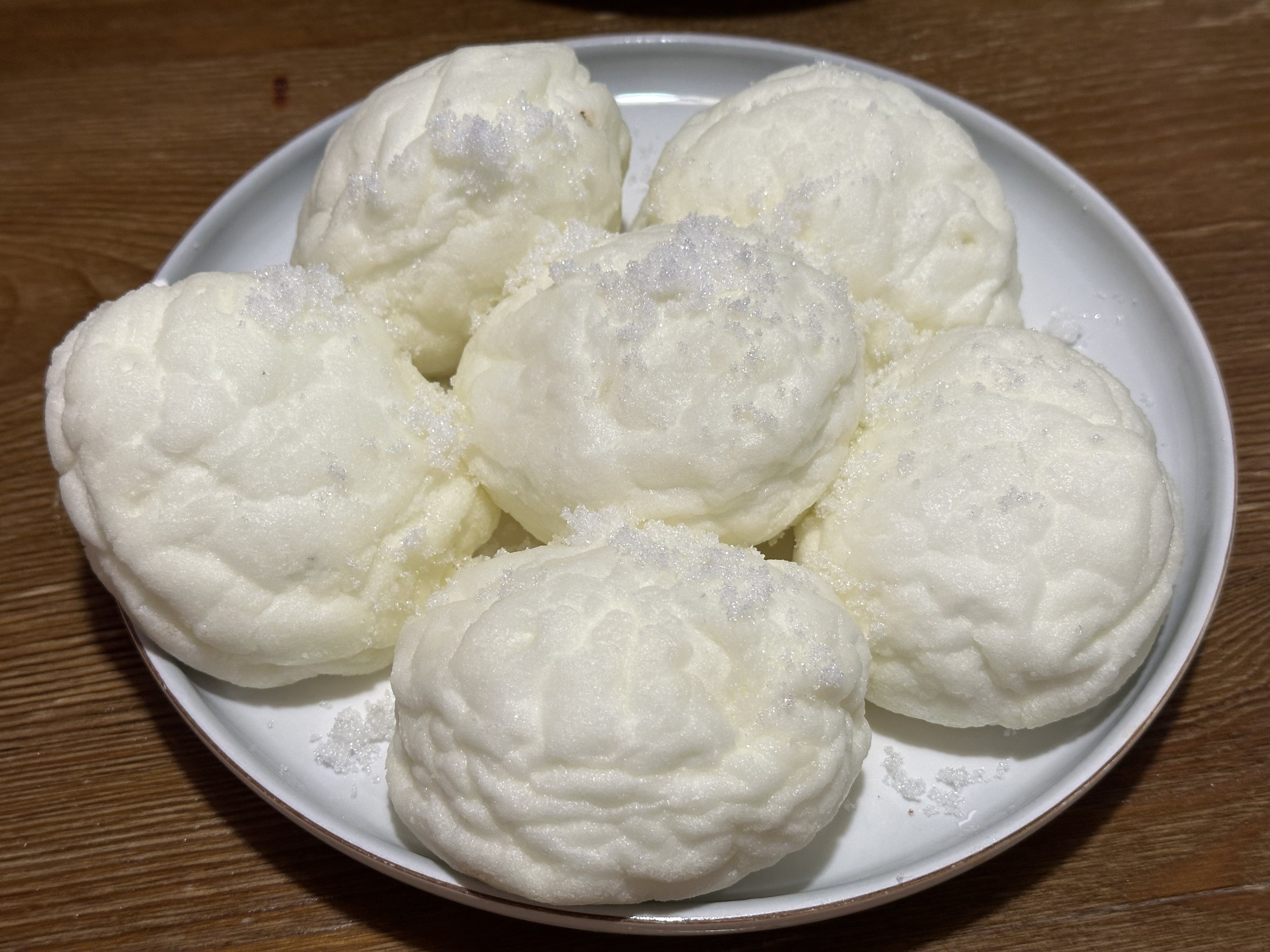
雪绵豆沙

高力豆沙又称雪绵豆沙、雪衣豆沙，是一種中國甜品，是满族菜、东北传统甜口菜，起源於北京。

## 製作方法
本菜主要原料為蛋白和豆沙。將蛋清搅打成泡沫状，然後將豆沙搓成圓形，裹上淀粉和蛋清糊油炸10至20分钟捞出沥油，最后撒上白糖成菜。因制作方法较为复杂，现在基本绝迹于民間。